# Diplocentrus jaca
Pour les articles homonymes, voir Jaca (homonymie).
Espèce
Diplocentrus jaca est une espèce de scorpions de la famille des Diplocentridae.

## Distribution
Cette espèce est endémique de l'État d'Oaxaca au Mexique. Elle se rencontre vers Santa María Jacatepec et Santiago Jocotepec.

## Étymologie
Son nom d'espèce lui a été donné en référence au lieu de sa découverte, Jacatepec.

## Publication originale
- Armas & Martín-Frías, 2000 : Cuatro especies nuevas de Diplocentrus (Scorpiones: Diplocentridae) de México. Anales de la Escuela Nacional de Ciencias Biológicas, vol. 46, no 1, p. 25-40.